# 泛函

弧长泛函以可求長曲線组成的向量空间（的一个子集）为定义域，以实标量为输出值。这是一个非线性泛函的例子。

黎曼积分是以从到的黎曼可积函数组成的向量空间为定义域的线性泛函。

泛函（functional）指以函數构成的向量空间为定義域，以实数或复数域为值域的「函數」，即某一个依赖于其它一个或者几个函数确定其值的量，往往被称为“函数的函数”。在泛函分析中，泛函也用来指一个从任意向量空间到标量域的映射。泛函中的一类特例线性泛函引发了对对偶空间的研究。泛函的应用可以追溯到变分法，其中通常需要寻找一个函数用来最小化某个特定泛函。在物理学上，寻找某个能量泛函的最小系统状态是泛函的一个重要应用。
设{\displaystyle S\ }是由一些函数構成的集合。所谓{\displaystyle S\ }上的泛函就是{\displaystyle S\ }上的一个实值函数。{\displaystyle S\ }称为该泛函的容许函数集。
函数的变换某种程度上是更一般的概念，参见算子。

## 例子
设在 xOy 平面上有一簇曲线 {\displaystyle y(x)}, 其长度为{\displaystyle L=\int _{C}ds=\int _{x_{0}}^{x_{1}}{\sqrt {1+{y'}^{2}}}dx}。
显然，{\displaystyle y(x)}不同, {\displaystyle L}也不同，即{\displaystyle L}的数值依赖于整个函数{\displaystyle y(x)} 而改变。 {\displaystyle L} 和函数 {\displaystyle y(x)} 之间的这种依赖关系就称为泛函关系。

## 性质

### 對偶性
觀察映射 
{\displaystyle x_{0}\mapsto f(x_{0})}
是一個函數，在這裡，{\displaystyle x_{0}}是函數f的自变量。
同時，將函數映射至一個點的函數值
{\displaystyle f\mapsto f(x_{0})}
是一個泛函，在此{\displaystyle x_{0}}是一個參數
只要 {\displaystyle f} 是一個從向量空間至一個佈於實數的體的線性轉換，上述的線性映射彼此對偶，那麼在泛函分析上，這兩者都稱作線性泛函。